# Носки с сандалиями

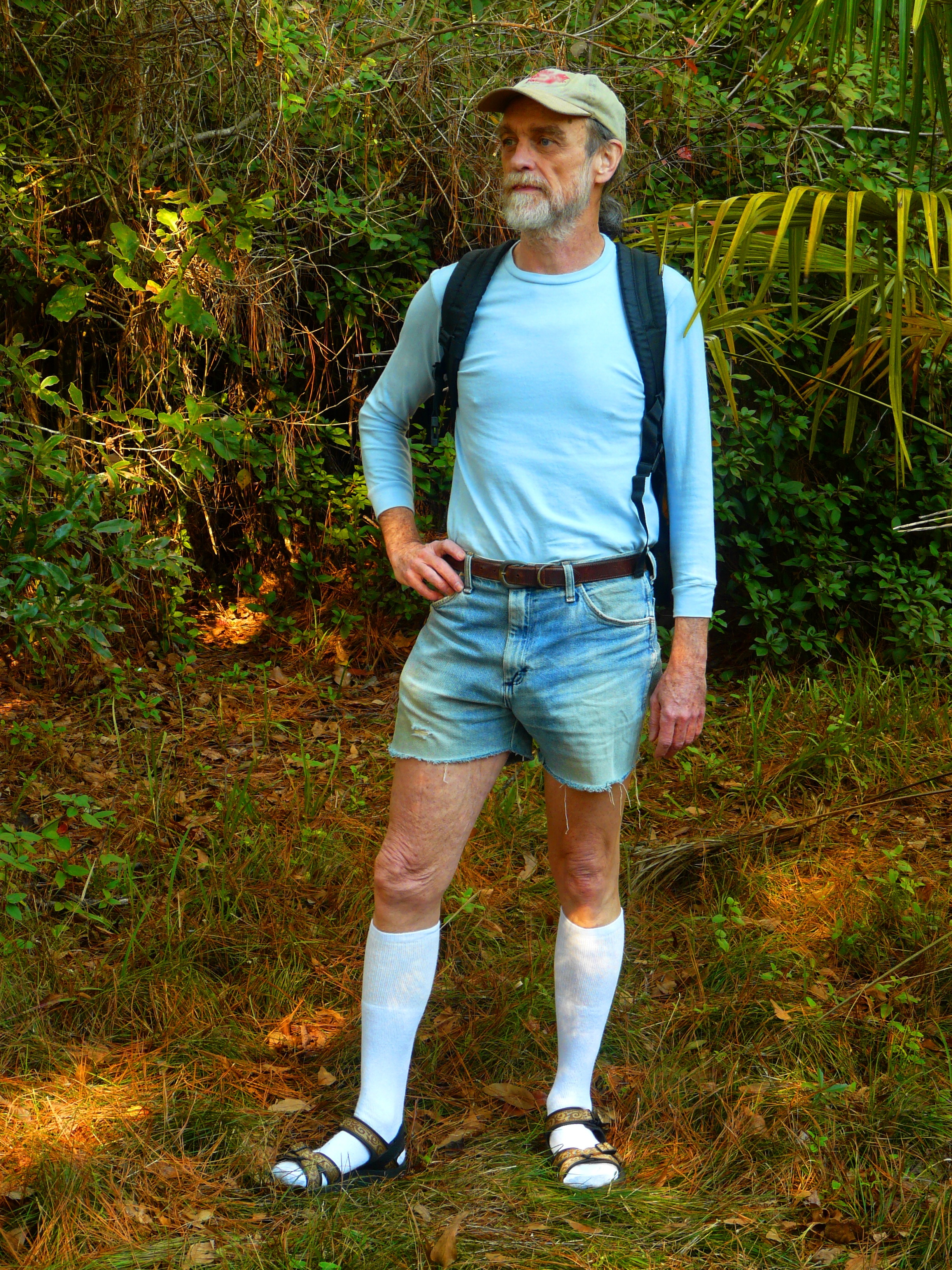
Мужчина, одетый в длинные носки с сандалиями

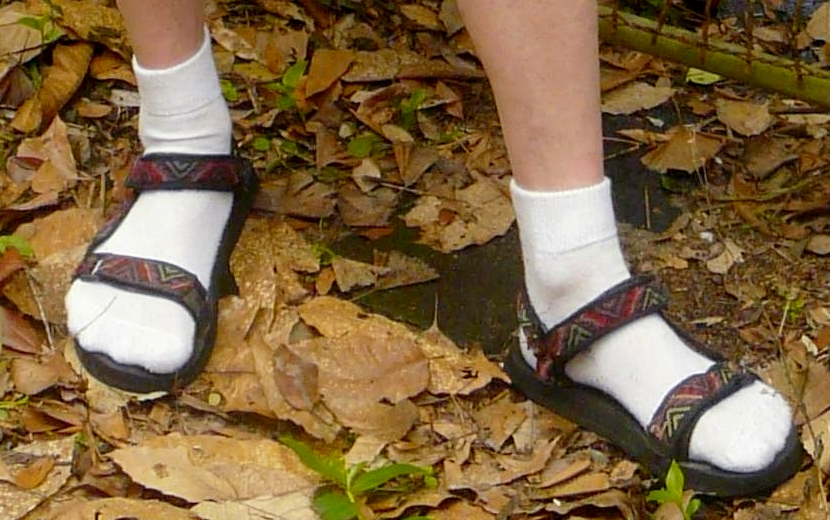
Сандалии с белыми носками

Носки с сандалиями — спорное с точки зрения моды сочетание и социальный феномен, получивший распространение в разных странах и культурах.

## История
Древнейшее свидетельство сочетания носков с сандалиями было задокументировано во время археологических раскопок в местности, расположенной между селениями Дишфорт и Лиминг в Северном Йоркшире, Англия. Оно указало на то, что древние римляне носили одежду, подобную носкам в сочетании с сандалиями, что, вероятно, было вызвано холодным северным климатом, на территории Британии по крайней мере 2000 лет назад.
В Японии существуют специальные носки таби для ношения с традиционными японскими сандалиями дзори и гэта.

## Восприятие
Сочетание носков с сандалиями вызывает споры в обществе. С одной стороны его называют «верхом безвкусицы», «катастрофой стиля» и «самой большой оплошностью моды», а с другой — это сочетание регулярно в своих показах использовали известные модельеры.
В 2013 году британская торговая сеть Debenhams опубликовала результаты онлайн-опроса более 1500 своих клиентов о том, какие ошибки в стиле их больше всего раздражают. Носки с сандалиями заняли первое место в этом опросе, несмотря на то, что в том же году такое сочетание представили престижные дома моды Burberry, Christian Dior, Louis Vuitton и Chanel. Однако, по словам представителя Debenhams:
Это может хорошо смотреться на девушке на подиуме, но это не то, что многие из нас хотели бы видеть на наших местных променадах
В том же году чешская газета «Лидове новины» опросила более 5600 своих читателей, надевают ли они носки с сандалиями. Как оказалось, 56% опрошенных не используют такую комбинацию, 31% — используют, а 13% ответили «когда как».
Привычку носить носки с сандалиями зачастую приписывают представителям старшего поколения, «гопникам», немцам, британцам, полякам, славянам, а также другим социальным группам и народам.
К преимуществам сочетания носков с сандалиями относят защиту кожи стопы от натираний и загрязнений, отсутствие необходимости в хорошем педикюре, а также сокрытие изъянов стопы. Среди недостатков — риск испачкать носки во время дождя.
Саурабг Бхатия, автор книги «Индийский корпоративный этикет», советует читателям: «Если по какой-то причине вы не носите носков с сандалиями, убедитесь, что ваши пальцы на ногах чистые, а ногти на ногах коротко подрезаны». Джошуа Белтер, автор книги «Книга правил: как делать всё правильным образом», отмечает, что ношение носков с сандалиями негативно влияет на процесс охлаждения стоп.

## Известные приверженцы сочетания
К известным персонам, считающим допустимым носить носки с сандалиями, относятся Брюс Уиллис, Ума Турман, Рита Ора, Эль Фэннинг, сёстры Олсен, Сара Джессика Паркер, Джейк Джилленгол, Ванесса Хадженс, Шон Коумс, Келли Осборн, Алекса Чанг, Артемий Лебедев и другие.
В 2013 году британская газета Daily Mail высмеяла футболиста Дэвида Бекхэма и певца Джастина Бибера за ношение носков с сандалиями.